# Градежниця
Граде́жниця (болг. Градежница) — село в Ловецькій області Болгарії. Входить до складу общини Тетевен.

## Населення
За даними перепису населення 2011 року у селі проживали 1846 осіб.
Національний склад населення села:
| Національність   | Кількість осіб | Відсоток |
| ---------------- | -------------- | -------- |
| болгари          | 1416           | 91,1%    |
| турки            | 4              | 0,3%     |
| не визначились   | 88             | 5,7%     |
| Всього відповіли | 1554           |          |

Розподіл населення за віком у 2011 році:
Динаміка населення: